# Салівська сільська рада (Черняхівський район)
Салівська сільська рада — колишня адміністративно-територіальна одиниця та орган місцевого самоврядування у Фасівському, Потіївському і Черняхівському районах Коростенської і Волинської округ, Київської й Житомирської областей Української РСР та України з адміністративним центром у с. Сали.

## Населені пункти
Сільській раді були підпорядковані населені пункти:
- с. Сали
- с. Нові Сали
- с. Осівка
- с. Росівка

## Населення
Кількість населення ради станом на 1923 рік становила 2 327 осіб, кількість дворів — 466.
Відповідно до результатів перепису населення СРСР, кількість населення ради станом на 12 січня 1989 року становила 812 осіб.
Станом на 5 грудня 2001 року, відповідно до перепису населення України, кількість мешканців сільської ради становила 688 осіб.

## Склад ради
Рада складалася з 12 депутатів та голови.

### Керівний склад сільської ради
| ПІБ                       | Основні відомості                                                               | Дата обрання | Дата звільнення |
| ------------------------- | ------------------------------------------------------------------------------- | ------------ | --------------- |
| Бондарчук Сергій Петрович | Сільський голова, 1971 року народження, освіта, безпартійний                    | 26.03.2006   | 31.10.2010      |
| Бондарчук Сергій Петрович | Сільський голова, 1971 року народження, освіта середня спеціальна, безпартійний | 31.10.2010   |                 |

Примітка: таблиця складена за даними джерела

## Історія
Створена 1923 року в складі сіл Росівка та Сали Фасівської волості Коростенського повіту Волинської губернії. 10 березня 1933 року, відповідно до постанови президії Київського облвиконкому «Про утворення на терені Потіївського району національної польської Гуто-Потіївської сільради та одної української Вихлянської сільради», с. Росівка передане до складу Вихлянської сільської ради Потіївського району. На 1 жовтня 1941 року в підпорядкуванні значився х. Салівський.
Станом на 1 вересня 1946 року сільська рада входила до складу Потіївського району Житомирської області, на обліку в раді перебували с. Сали та х. Салівський.
Станом на 10 лютого 1952 року х. Салівський (згодом — Нові Сали) значився в підпорядкуванні Вихлянської сільської ради. 11 серпня 1954 року, відповідно до указу Президії Верховної ради Української РСР «Про укрупнення сільських рад по Житомирській області», сільську раду ліквідовано, територію та населені пункти приєднано до складу Селецької сільської ради Потіївського району. Відновлена 1 лютого 1971 року, відповідно до рішення Житомирського облвиконкому № 42 «Про утворення Салівської сільради Черняхівського району», в складі сіл Нові Сали, Осівка, Росівка та Сали Селецької сільської ради Черняхівського району.
На 1 січня 1972 року сільська рада входила до складу Черняхівського району Житомирської області, на обліку в раді перебували села Нові Сали, Осівка, Росівка та Сали.
Виключена з облікових даних 17 липня 2020 року. Територію та населені пункти ради, відповідно до розпорядження Кабінету Міністрів України № 711-р від 12 червня 2020 року «Про визначення адміністративних центрів та затвердження територій територіальних громад Житомирської області», включено до складу Черняхівської селищної територіальної громади Житомирського району Житомирської області.
Входила до складу Фасівського (7.03.1923 р.), Потіївського (23.09.1925 р.) та Черняхівського (1.02.1971 р.) районів.